# Netzwerkbetriebssystem
Das Netzwerkbetriebssystem (NBS oder NWBS, englisch network operating system, NOS) hat die Aufgabe, die den Netzwerkbenutzern zur Verfügung gestellten Ressourcen zu verwalten. Dies ist im Wesentlichen die Verwaltung des von allen Benutzern gemeinsam genutzten Massenspeichers sowie die Steuerung der Schreib-/Lesezugriffe auf die Datenbestände. Darüber hinaus werden Druckaufträge von Netzwerkbenutzern in Warteschlangen eingereiht und nacheinander auf dem gemeinsam genutzten Drucker ausgegeben. So kann ein Server für die Druckerverwaltung eingerichtet werden und ein weiterer Server die Online-Kommunikation mit externen Stationen verwalten.

## Geschichte
Das Konzept des Netzwerkbetriebssystems wurde 1983 von Novell eingeführt. Die bekanntesten Netzwerkbetriebssysteme waren die Produkte aus der Netware-Familie von Novell.

## Übersicht
- Novell
  - Novell NetWare
  - Novell Advanced Netware 286, SFT Netware 286
  - Novell NetWare 386
  - Novell NetWare 4
- 3Com
  - 3+Share
- Microsoft Net, XENIX-Net
  - PC-Net (PC LAN Programm für MS-DOS, entwickelt von Microsoft und IBM und 1985 veröffentlicht)
- 3Com/Microsoft LAN Manager
  - 3+Open LAN Manager
  - 1990: MS LAN Manager 2.0 (Entry Level System, Advanced System)
  - 1993: NT LAN Manager (in Windows NT und Windows 2000 enthalten)
- Banyan
  - Banyan Vines (Virtual Networking Software)

Unter der Bezeichnung Netzwerkbetriebssystem handelt es sich um eine Sammlung von Systemprogrammen, die zur Steuerung eines Netzwerks erforderlich sind. Das Netzwerkbetriebssystem wird auf den sogenannten Server geladen und erlaubt es den Benutzern an den angeschlossenen Arbeitsstationen bzw. Clients, Nachrichten und Daten auszutauschen, sowie Dateien und Peripheriegeräte gemeinsam zu nutzen. Im Allgemeinen bieten Netzwerkbetriebssysteme Sicherheitsvorrichtungen an, die unter anderem dafür sorgen, dass bestimmte Dateien und Zugriffsrechte gewahrt bleiben und nur Zugriffsberechtigte Zugriff auf sensible Datenbestände erhalten. Diese Zugriffsrechte werden in der Regel über das Benutzerprofil geregelt.